# Torricelli-Prinzip
Das Torricelli-Prinzip ist eine grundlegende Aussage der Statik (Mechanik) von Massensystemen. Die Höhenlage des Massenmittelpunktes eines zusammengesetzten Systems von schweren Körpern befindet sich demnach immer in einem stationären Zustand, wenn Gleichgewicht zwischen den Körpern besteht.

Torricellis Prinzip illustriert an der schiefen Ebene, mit Geometrie zur Momentenerhaltung (nach Torricellis Beweis von 1644)

Benannt wurde das Prinzip nach dem Naturforscher Evangelista Torricelli, der dessen logische Unabhängigkeit erstmals klar formulierte.
Das Prinzip von Torricelli ist eine unmittelbare Folgerung aus dem Prinzip der virtuellen Arbeit, angewendet auf Mehrkörpersysteme im Schwerepotential. Aus diesem Grund wird es in heutigen Lehrbüchern zur Mechanik kaum noch erwähnt. Für die Entwicklung der klassischen Mechanik hatte es hingegen entscheidenden Einfluss. So wurde es etwa in der dynamischen Erweiterung durch Huygens gleichbedeutend mit der Aussage des mechanischen Energieerhaltungssatzes für Mehrkörpersysteme gebraucht.

## Ursprüngliche Motivation und Entwicklung

### Die Formulierung am Fallbeispiel der schiefen Ebene
In seiner Mechanikschrift De motu gravium naturaliter descendentium, et proiectorum (Von der Bewegung schwerer Körper, die auf natürliche Weise herunterfallen oder geworfen werden) von 1644 greift Torricelli den Beweis seines Lehrers Galileo Galilei aus dem dritten Tag der berühmten Discorsi (1638) auf. Galilei beweist, exemplarisch für alle einfachen Maschinen, die Erhaltung der verrichteten Arbeit an der schiefen Ebene.
Galileis Begründung verwendet dabei dynamische Voraussetzungen, die über die Statik des Systems hinausgehen.
Ein Hauptanliegen Torricellis war es, die notwendige Voraussetzung der bleibenden Schwerpunktshöhe deutlich hervorzuheben, um dann über virtuelle Verschiebungen den Beweisgang statisch umzuformulieren und von den kinetischen Annahmen zu trennen. In diesem Sinne schließt Torricellis Prinzip (nach Pierre Duhem) eine lange Tradition ab, die bis in die scholastische Statik zurückgeht.
Der Deduktionsweg zur Erhaltung der Arbeit lässt sich in heutiger Lehrbuchform betrachten (1), um danach das ursprüngliche Vorgehen von Galilei (2) und im Anschluss Torricellis Idee (3) der gleichbleibenden Schwerpunkthöhe zu veranschaulichen. Alle drei Beweise laufen auf dieselbe Gleichgewichtsbedingung {\displaystyle m_{A}\cdot \sin \alpha =m_{B}\cdot \sin \beta } hinaus, was anzeigt, dass die Überlegungen richtig sind.

### Der Beweis aus dem Prinzip der virtuellen Arbeit (1)

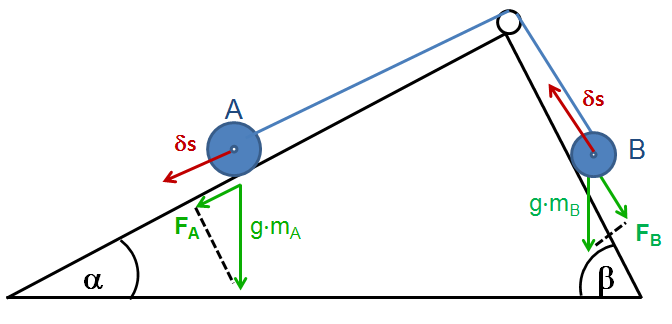
Geometrische Anordnung der virtuellen Arbeiten an der schiefen Ebene

Nach der analytischen Vorgehensweise, wie sie J. L. Lagrange geprägt hat, wird das Prinzip der virtuellen Arbeit auf zwei reibungsfrei aufgesetzte Körper A und B an der schiefen Ebene aus der Abbildung Geometrische Anordnung angewendet, wobei die Massen verschieden sein können ({\displaystyle m_{A}\neq m_{B}}). Die Körper werden um die gleiche Strecke {\displaystyle \delta s} in Ebenenrichtung virtuell verschoben, unter Aufwendung der eingeprägten Kräfte {\displaystyle F_{A},F_{B}}. Das Prinzip der virtuellen Arbeit besagt für diesen Fall
{\displaystyle \delta W=F_{A}\cdot \delta s-F_{B}\cdot \delta s=0.}
Die geometrische Zerlegung der Kräfte in tangentiale Komponenten der eingeprägten Gewichtskräfte ({\displaystyle g\cdot m_{A},g\cdot m_{B}}) ergibt daraus
{\displaystyle \delta W=g\cdot {\bigl (}m_{A}\cdot \sin \alpha -m_{B}\cdot \sin \beta {\bigr )}\cdot \delta s=0.}
Gleichgewicht tritt also ein, wenn die Bedingung
{\displaystyle {\frac {m_{A}}{m_{B}}}={\frac {\sin \beta }{\sin \alpha }}~~~} erfüllt ist.

### Der dynamische Beweis nach Galilei (2)
Galilei ging von anderen begrifflichen Voraussetzungen aus, die aber zu demselben Ergebnis führen. Er behauptet zunächst, dass
beide Körper A und B dasselbe Moment zum Hinabsteigen innehaben.
Beide Körper würden dadurch beim Herunterrollen von der Dreieckspitze dieselbe Endgeschwindigkeit erhalten. Das heißt, für Galilei ist dieses Moment eine Erhaltungsgröße. Die Behauptung entspricht sinngemäß der mechanischen Energieerhaltung.
Um das zu beweisen, betrachtet Galilei direkt die Kraftwirkungen {\displaystyle F_{A},F_{B}} an den schiefen Ebenen (Abb. ), wobei er ursprünglich nur auf den Spezialfall {\displaystyle F_{B}=F_{G},\beta =90^{\circ }} eingeht.

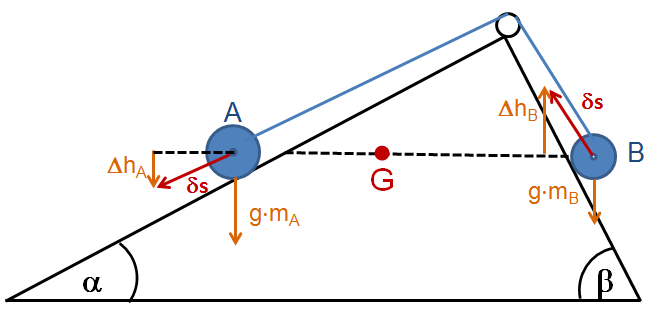
Virtuelle Arbeit an der schiefen Ebene in der ursprünglichen Fassung nach Galilei

Er geht nun von folgenden Annahmen aus:
- Prinzip der Kraftzerlegung: Jede Kraft lässt sich in ihren horizontalen und vertikalen Anteil zerlegen, die voneinander unabhängig sind.
- Trägheitsprinzip: Der horizontale Anteil kann weder einen Widerstand noch einen Antrieb zum hinabsteigenden Moment abgeben. Der Körper ruht oder bewegt sich auf der Horizontalen gleichmäßig fort.
- Damit kann Galilei erklären, dass das bewegende Moment zum Heruntersinken nur von der vertikal einwirkenden Gewichtskraft {\displaystyle F_{G}} abhängig ist. Entsprechend vergleicht er bei der Untersuchung der Gleichgewichtsbedingung nur die jeweils vertikalen Weganteile {\displaystyle \Delta h_{A},\Delta h_{B}} miteinander.
- Bei Erzeugen der jeweils virtuellen Bewegungen {\displaystyle \delta v} müssen A und B sich die vertikalen Kräfte umgekehrt verhalten wie die zurückgelegten Höhen:

{\displaystyle {\frac {m_{A}}{m_{B}}}={\frac {\Delta h_{B}}{\Delta h_{A}}}={\frac {\sin \beta }{\sin \alpha }}}.
Das entspricht im Übrigen derselben Erhaltung der verrichteten Arbeit an der schiefen Ebene, auch Goldene Regel der Mechanik genannt:
{\displaystyle F_{A}\cdot \Delta h_{A}=F_{B}\cdot \Delta h_{B}}.

### Übergang: Galileis Begründung des Trägheitsprinzips
Beachtlich ist, dass Galilei in der Beweisversion seiner Discorsi das Trägheitsprinzip nicht nur klar benennt, sondern auch eine Begründung dafür einbaut, die in direkter Verbindung zur scholastischen Tradition steht.
In horizontaler Richtung kann demnach kein Widerstand und daher keine Bewegungsänderung auftreten, weil der gemeinsame Schwerpunkt an allen Stellen denselben Höhenabstand zum allgemeinen Mittelpunkt aller schweren Körper hat, worunter man damals den Erdmittelpunkt verstand. Wenn sich also das Massensystem nicht auf natürlichem Wege dem Mittelpunkt annähern lässt, wie es auf horizontaler Ebene der Fall ist, dann gibt es auch kein bewegendes Moment des Körpers.

„Und tatsächlich, ebenso wie es unmöglich ist, dass sich ein schwerer Körper oder eine Gesamtheit von schweren Körpern von Natur aus in die Höhe bewegt und sich dabei vom allgemeinen Mittelpunkt [centro commune] entfernt, wohin alle schweren Dinge hinstreben, genauso ist es unmöglich, dass er sich spontan bewegt, wenn sich nicht gerade sein Schwerpunkt bei seiner Bewegung dem allgemeinen Mittelpunkt annähert. Somit wird auf der Horizontalen, die sich über eine Oberfläche erstreckt, die gleichermaßen weit vom besagten Mittelpunkt [der Schwere] entfernt ist und die auch ohne jede Neigung ist, der Impetus oder das Moment des Bewegten null sein.“

### Der statische Beweis nach Torricelli (3)
Torricelli greift die Konstruktion seines Lehrers Galilei genauso auf und beweist dieselbe Proposition, dass beide Körper A und B an der schiefen Ebene dasselbe Moment innehaben.
Hierbei sondert er das für die Statik Wesentliche des Galileischen Beweises ab und begreift im gleichen Zuge das Moment statisch und den gesamten Beweisgang geometrisch, getrennt von den dynamischen Merkmalen (siehe Abbildungen Torricelli rechts und Geometrische Anordnung oben). Als Voraussetzung formuliert Torricelli sein Prinzip im Original so:

„Voraussetzung: Zwei schwere, miteinander zugleich verbundene Körper lassen sich von selbst nicht bewegen, wenn nicht ihr gemeinsamer Schwerpunkt sinkt.“

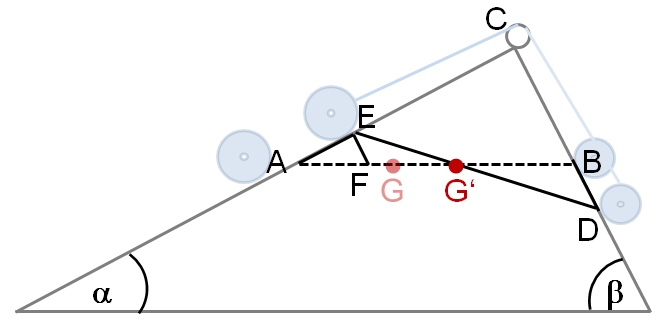
Geometrische Anordnung zum Beweis von Proposition 1 nach Torricelli (1644)

Anschließend führt Torricelli eine virtuelle Verschiebung durch, um damit auf einen indirekten Beweis der Behauptung zu kommen.
- Gegenannahme: Es bestehen ungleiche Momente zwischen den Körpern A, B. Das versetze beide um die Strecke {\displaystyle \delta s=|AE|=|BD|}. Dann trete wieder ein Gleichgewicht ein.
- Geometrische Folgerung: Durch die Versetzung {\displaystyle \delta s} verschiebt sich offenbar auch der Schwerpunkt G. Er muss aber auf der Horizontalen an der Stelle G‘ bleiben. Denn der Schwerpunkt wird als {\displaystyle h_{s}={\frac {x_{A}\cdot m_{A}+x_{B}\cdot m_{B}}{m_{A}+m_{B}}}={\frac {M_{A}+M_{B}}{m_{A}+m_{B}}}} für diesen Zweikörper-Fall definiert. Hier nutzt Torricelli die Ähnlichkeit der Dreiecke, um die gleichen Momenten-Anteile zu Punkt G‘ zu belegen. Es gilt offenbar

{\displaystyle {\frac {|AE|}{|EF|}}={\frac {|G\,'D|}{|EG\,'|}}}, wobei die Strecke {\displaystyle |EF|} der Last entspricht, welche Körper A von Körper B auf der schiefen Ebene halten muss.
{\displaystyle \Rightarrow \,}Widerspruch zur Annahme:
Dasselbe Verhältnis bringt die Erhaltung der (statischen) Momente zu Punkt G‘ zum Ausdruck:
{\displaystyle |AE|\cdot |EG\,'|=|EF|\cdot |G\,'D|} bzw. {\displaystyle M_{A}=M_{B}}.
Wenn also G‘ nicht sinkt, dann muss nach Torricellis Voraussetzung, seinem vorangehenden Prinzip, Gleichgewicht bestehen.
Im Übrigen ergibt sich dieselbe Gleichgewichtsbeziehung
{\displaystyle m_{A}\cdot \sin \alpha =m_{B}\cdot \sin \beta }, wenn wieder die ganzen Momente senkrecht zur Horizontalen betrachtet werden ({\displaystyle x_{i}\perp g\cdot m_{i},\,i\in \{A,B\}}).

## Allgemeine Formulierung
Eine Menge von Massenelementen {\displaystyle dm_{i},i\in \{1,...n\}} sind durch gewisse Zwangsbedingungen voneinander in ihren Bewegungen abhängig. Auf jedes einzelne {\displaystyle dm_{i}} dieses Massensystems wirke von außen nur die Gewichtskraft {\displaystyle dF_{G,i}=dm_{i}\cdot g} ein. Dadurch unterliegt das Massensystem dem Prinzip der virtuellen Arbeit in der Form
{\displaystyle \delta W=\delta \left(dF_{G}\cdot ds\right)=\delta \,{\bigl (}\int dm\,g\cdot ds{\bigr )}\leq 0~~} (für {\displaystyle n\rightarrow \infty }).
In Worten verrichtet das Massensystem im konservativen Schwerekraftfeld keine Arbeit und befindet sich im statischen Gleichgewicht.
Da nach Voraussetzung ein Schwerepotential {\displaystyle U} mit {\displaystyle F_{G}=-{\frac {d}{ds}}U} existiert, die aufgebrachte Arbeit wegunabhängig ist, wählt man den direkten Integrationsweg der Höhe {\displaystyle h}. Es folgt
{\displaystyle \delta W=\delta \left(-{\frac {d}{ds}}\left(U\right)\cdot ds\right)\leq 0.}
{\displaystyle -\delta \left({\frac {d}{ds}}(\int dm\,g\cdot h)\cdot ds\right)\leq 0.}
In diesem Fall entspricht der Variationsausdruck einem vollständigen Differential, so dass bei Ausdifferenzieren nur die Höhe einen Beitrag {\displaystyle \neq 0} hervorbringt. Es folgt somit
{\displaystyle -(\int dmg\cdot \delta h)\leq 0},
und da {\displaystyle h_{s}={\frac {1}{\mathcal {M}}}\int dm\,g\cdot h} den Körperschwerpunkt definiert, wenn {\displaystyle {\mathcal {M}}} die Gesamtmasse sei, so entspricht dies der Aussage
{\displaystyle -\delta h_{s}\leq 0}, und nur für den stationären Fall genommen
{\displaystyle \,\,~~\delta h_{s}=0}, folgt wiederum das Torricelli-Prinzip.
In Worte gefasst, verrichtet das Massensystem dann keine virtuelle Arbeit und befindet sich im statischen Gleichgewicht, wenn der Schwerpunkt einen stationären Zustand (d. i. eine minimale oder maximale Höhenlage) einnimmt.
Im Übrigen enthält diese Aussage auch die Zweikörper-Statik an der schiefen Ebene. Aus der Deduktion [II] oben ergibt sich direkt
{\displaystyle m_{A}\cdot \Delta h_{A}+m_{B}\cdot (-\Delta h_{B})=0},
was wiederum die stationäre Schwerpunkt-Aussage wiedergibt:
{\displaystyle {\tfrac {1}{m_{A}+m_{B}}}\cdot \left(m_{A}\cdot \Delta h_{A}+m_{B}\cdot (-\Delta h_{B})\right)=0},
oder anders gesagt: {\displaystyle \Delta h_{S}=0}.

## Huygens‘ dynamische Erweiterung

Illustration des Torricelli-Huygensschen Prinzips am zusammengesetzten Pendel

Von Christiaan Huygens stammt eine Erweiterung des Torricelli-Prinzips auf bewegte Körpersysteme. Er geht davon aus, dass für ein freies Massensystem der Schwerpunkt von selbst wieder auf dieselbe Höhe gelangen kann, aus der er heruntergefallen ist. In Huygens‘ eigenen Worten:

„Hypothese I. – Wenn eine Anzahl bestimmter Gewichte anfängt, sich vermöge ihrer eigenen Schwerkraft zu bewegen, so kann der gemeinsame Schwerpunkt nicht höher steigen als zu der Höhe, in welcher er zu Beginn seiner Bewegung vorgefunden wurde.“

Mit diesem Prinzip gelang es Huygens, entscheidende Theoreme zur Stoß- und Schwingungsmechanik zu beweisen. Huygens‘ allgemeine Lösung zum Schwingungsmittelpunkt basiert darauf (siehe Abb. Huygens). Der Erhaltungsgedanke der Schwerpunktsenergie wird hierin zum Ausdruck gebracht.